# Ylli Manjani
Ylli Manjani (Lezhë, 7 maggio 1973) è un giurista, docente e politico albanese.

## Biografia
Ylli Manjani (nato il 7 maggio 1973 a Lezhë, Albania) è un giurista e docente universitario, nonché un ex politico del suo paese. Laureato in Giurisprudenza presso l'Università di Tirana, ha lavorato inizialmente per organizzazioni come l'OSCE e in seguito ha ricoperto la carica di Segretario Generale nel gabinetto del Primo Ministro Fatos Nano.
Nel 2009 è stato candidato del Partito Socialista d’Albania nella circoscrizione di Lezhë, ma dopo la sconfitta elettorale ha criticato l’allora leader Edi Rama per il suo stile di opposizione. Nel 2011 ha lasciato il Partito Socialista per aderire alla Lëvizja Socialiste për Integrim, divenendone successivamente vice presidente. All’interno di quest’ultima formazione ha ricoperto ruoli di consulente e funzioni esecutive, tra cui anche quella di Vice Ministro della Giustizia, contribuendo alle iniziative di riforma legale. È noto inoltre per la sua partecipazione a dibattiti su riforma giudiziaria, sistema elettorale e altre questioni politiche, ed è spesso ospite nei talk show politichi.
Nel settembre 2015 è stato nominato Ministro della Giustizia nella coalizione guidata da Edi Rama, rimanendo in carica fino al febbraio 2017. Durante il suo mandato si è concentrato sulle riforme della giustizia e sulla lotta alla corruzione.
Dopo aver lasciato l'incarico, si è allontanato dalla politica attiva e, nel 2017, ha rassegnato le dimissioni dalla LSI. Ha quindi ripreso la professione legale e continua a partecipare attivamente al dibattito pubblico.
Rilascia regolarmente commenti legali e politici ai media albanesi.